# Damak FC
A Damak FC egy szaúd-arábiai labdarúgócsapat, amelynek székhelye Hamísz Musaít városában található. A klub a szaúd-arábiai első osztályban, a Pro League-ben szerepel. Hazai mérkőzéseit a 20 000 néző befogadására alkalmas Szultán bin Abdul-Ázíz Herceg Stadionban játssza.

## Sikerlista
- First Division League
  - Feljutó (1): 2018–19

- Second Division League
  - Feljutó (4): 1980–81, 1989–90, 2004–05, 2014–15

- Third Division League
  - Feljutó (1): 2002–03

## További hivatkozások
- Soccerway honlapja